# Ивица Ивушић
Иван Ивушић (Ријека, 1. фебруар 1995) је хрватски фудбалер који игра на позицији голмана за кипарски Пафос и репрезентацију Хрватске.

## Каријера

### Клупска каријера
Рођен у Ријеци, где је своју омладинску каријеру започео у локалном клубу ФК Ријека. Провео је осам година у академији пре него што је потписао уговор за Интер 2009. године. У јулу 2014. је био на позајмици у италијанском клубу Прато. Дана 30. августа 2014. дебитовао је против Сан Марино Калција. Касније је 17. августа 2015. прешао у Истру 1961 у Прву лигу Хрватске. Дана 18. јануара 2018. грчки клуб Олимпијакос је објавио да је потписао уговор са Ивушићем за неоткривену цену.
Ивушић се 12. јуна 2018. вратио у Хрватску и прешао у ФК Осијек на четворогодишњи уговор. Од 2023. године брани за кипарски Пафос.

### Репрезентација
Дана 17. маја 2021. Ивушић је био именован у прелиминарни тим од 34 играча за УЕФА Еуро 2020, али није ушао у коначних 26. изабраних играча. Дебитовао је за репрезентацију Хрватске 4. септембра 2021. у квалификационој утакмици за Светско првенство против Словачке, сачувавши чист гол у победи у гостима од 1:0.
Дана 9. новембра 2022. године, Ивушић је именован у тим Златка Далића од 26 играча за Светско првенство 2022. године где је био неискоришћена замена, а Хрватска је завршила на трећем месту.

## Статистика

### Клуб
Ажурирано 22. маја 2024.
| Клуб            | Сезона          | Лига                      | Лига    | Лига   | Куп     | Куп    | Континентални куп | Континентални куп | Остало  | Остало | Укупно  | Укупно |
| Клуб            | Сезона          | Дивизија                  | Наступи | Голови | Наступи | Голови | Наступи           | Голови            | Наступи | Голови | Наступи | Голови |
| --------------- | --------------- | ------------------------- | ------- | ------ | ------- | ------ | ----------------- | ----------------- | ------- | ------ | ------- | ------ |
| Прато           | 2014–15         | Серија Ц                  | 11      | 0      | 1       | 0      | —                 | —                 | —       | —      | 12      | 0      |
| Истра 1961      | 2015–16         | Прва лига Хрватске        | 5       | 0      | 0       | 0      | —                 | —                 | —       | —      | 5       | 0      |
| Истра 1961      | 2016–17         | Прва лига Хрватске        | 22      | 0      | 2       | 0      | —                 | —                 | —       | —      | 24      | 0      |
| Истра 1961      | 2017–18         | Прва лига Хрватске        | 15      | 0      | 0       | 0      | —                 | —                 | —       | —      | 15      | 0      |
| Истра 1961      | Укупно          | Укупно                    | 42      | 0      | 2       | 0      | —                 | —                 | —       | —      | 44      | 0      |
| Олимпијакос     | 2017–18         | Суперлига Грчке у фудбалу | 0       | 0      | 0       | 0      | 0                 | 0                 | —       | —      | 0       | 0      |
| Осијек          | 2018–19         | Прва лига Хрватске        | 0       | 0      | 0       | 0      | —                 | —                 | —       | —      | 0       | 0      |
| Осијек          | 2019–20         | Прва лига Хрватске        | 36      | 0      | 3       | 0      | 2                 | 0                 | —       | —      | 41      | 0      |
| Осијек          | 2020–21         | Прва лига Хрватске        | 36      | 0      | 1       | 0      | 1                 | 0                 | —       | —      | 38      | 0      |
| Осијек          | 2021–22         | Прва лига Хрватске        | 26      | 0      | 1       | 0      | 4                 | 0                 | —       | —      | 31      | 0      |
| Осијек          | 2022–23         | Прва лига Хрватске        | 16      | 0      | 0       | 0      | 2                 | 0                 | —       | —      | 18      | 0      |
| Осијек          | Укупно          | Укупно                    | 114     | 0      | 5       | 0      | 9                 | 0                 | —       | —      | 128     | 0      |
| Пафос           | 2022–23         | Прва лига Кипра           | 16      | 0      | 4       | 0      | —                 | —                 | —       | —      | 20      | 0      |
| Пафос           | 2023–24         | Прва лига Кипра           | 36      | 0      | 5       | 0      | —                 | —                 | —       | —      | 41      | 0      |
| Пафос           | Укупно          | Укупно                    | 52      | 0      | 9       | 0      | 0                 | 0                 | 0       | 0      | 61      | 0      |
| Каријера укупно | Каријера укупно | Каријера укупно           | 221     | 0      | 17      | 0      | 9                 | 0                 | 0       | 0      | 245     | 0      |

### Репрезентација
Ажурирано 23. марта 2024.
| Национални тим | Година | Утакмице | Година |
| -------------- | ------ | -------- | ------ |
| Хрватска       | 2021   | 2        | 0      |
| Хрватска       | 2022   | 3        | 0      |
| Хрватска       | 2024   | 1        | 0      |
| Укупно         | Укупно | 6        | 0      |

## Награде и тројефи
Хрватска
- Треће место на Светском првенству у фудбалу 2022.[16]
- Друго место на УЕФА Лиги нација 2022/23.